# Gay Games

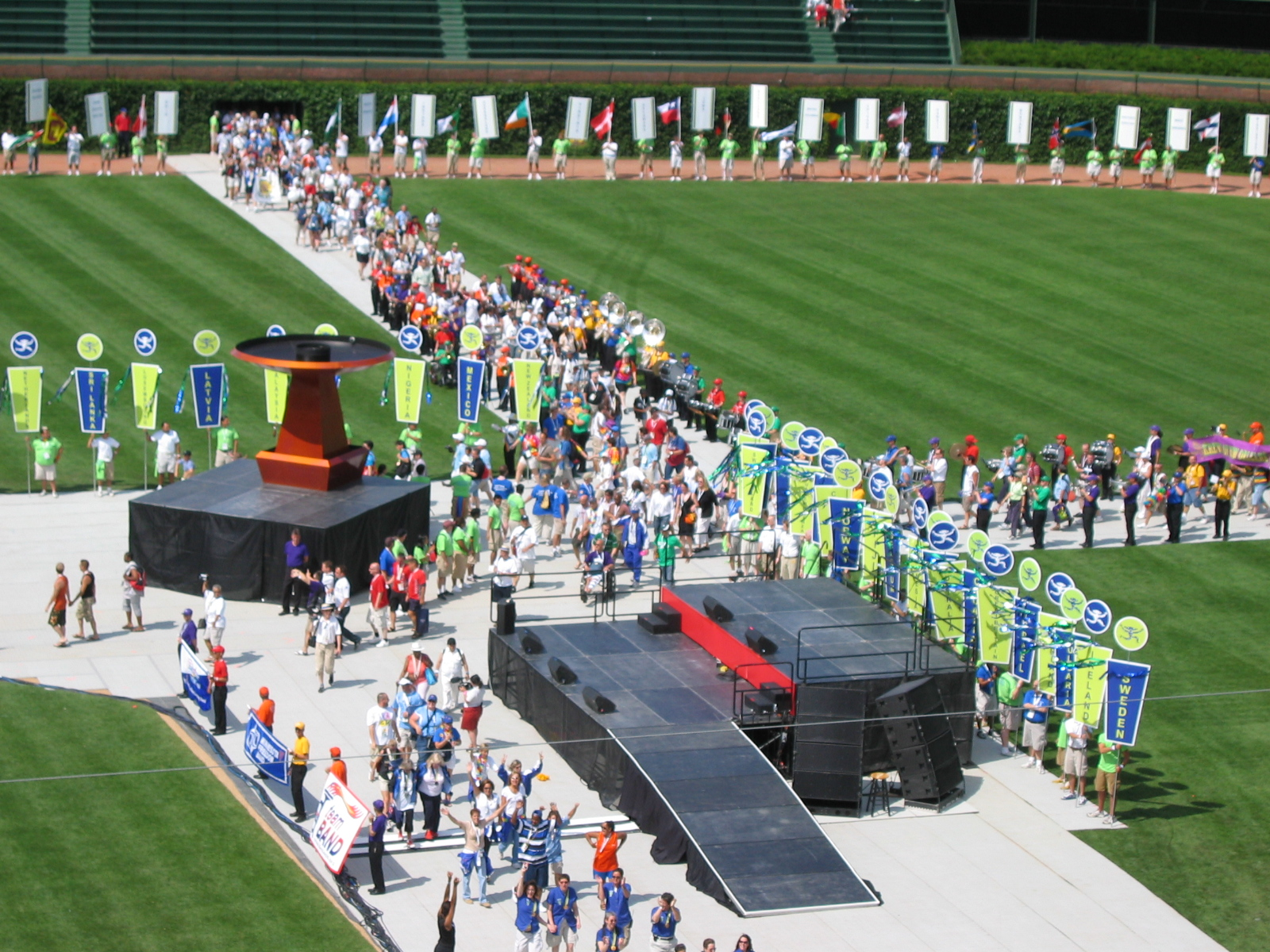
Bế mạc Gay Games 2006

Gay Games là sự kiện thể thao văn hóa lớn nhất thế giới được tổ chức bởi những vận động viên, nghệ sĩ và người đồng tính và được dành cho họ. Đầu tiên nó được gọi là Gay Olympics và bắt đầu tại San Francisco vào năm 1982. Gay Games là sản phẩm trí tuệ của Tom Waddell, một người cổ vũ cho thái độ bao dung cũng như sự phát triển cá nhân trong các sự kiện thể thao.
Outgames được tổ chức cho tất cả mọi người tham dự không phân biệt thiên hướng tình dục. Nhiều vận động viên và nghệ sĩ đến từ khắp nơi trên thế giới, nhiều người đến từ những nước mà đồng tính luyến ái vẫn còn bất hợp pháp và không công khai. Liên đoàn Thể thao Người đồng tính (The Federation of Gay Games) là tổ chức phê chuẩn Gay Games. Trích tuyên bố của tổ chức trên:
“ Mục đích của Liên đoàn Thể thao Người đồng tính là khuyến khích và cổ vũ cho tinh thần tự tôn của những người đồng tính nữ và nam trên toàn thế giới làm mọi người hiểu và tôn trọng họ hơn thông qua một sự kiện thể thao văn hóa quốc tế được tổ chức 4 năm một lần được gọi là Gay Games. ”